# Eriocaulon satakeanum
Eriocaulon satakeanum är en gräsväxtart som beskrevs av Misao Tatewaki och K.Itô. Eriocaulon satakeanum ingår i släktet Eriocaulon och familjen Eriocaulaceae. Inga underarter finns listade i Catalogue of Life.